# ОФГ Видин
ОФГ Видин е дивизия, в която играят отбори от област Видин.

## „А“ ОГ Видин
„А“ ОГ Видин е единствената лига в областта. През сезон 2022/23 в нея се състезават 8 отбора. Първият отбор от лигата участва в баражи за влизане в Северозападна аматьорска футболна лига.

### Отбори 2022/23
- Балкан 1921 (Белоградчик)
- Ботев 1947 (Грамада)
- Дуло (Видин)
- Кула 04 (Кула)
- Партизани (Макреш)
- Рациария (Арчар)
- Ружинци (Ружинци)
- Тимок (Брегово)